# Bolesław Borzobohaty
Bolesław Borzobohaty (ur. 1833 w Rutce) – polski lekarz.

## Życiorys
Syn Konstantego herbu Jelita (1811–1845) i Julii z Tuhanowskich (1812–1880). Miał siedmioro rodzeństwa; braci – Józefa (1811-1865), Antoniego, Stanisława (1834-?), Ignacego (1835-?), Władysława i Franciszka oraz siostrę Kamilę. W 1861 ukończył Akademię Medyczno-Chirurgiczną w Petersburgu, był lekarzem wojskowym. Jego żona pochodziła z rodziny Turchettich.